# گروبو
گروبو (به سوئدی: Gråbo) یک منطقهٔ مسکونی در سوئد است که در بخش لیروم واقع شده‌است. گروبو ۲٫۳۱ کیلومتر مربع مساحت و ۴٬۱۹۵ نفر جمعیت دارد.